# Руново-Краєнське
Руново-Краєнське (пол. Runowo Krajeńskie) — село в Польщі, у гміні Венцборк Семполенського повіту Куявсько-Поморського воєводства.
Населення — 877 осіб (2011).
У 1975-1998 роках село належало до Бидгощського воєводства.

## Демографія
Демографічна структура станом на 31 березня 2011 року:
|          | Загалом | Допрацездатний вік | Працездатний вік | Постпрацездатний вік |
| -------- | ------- | ------------------ | ---------------- | -------------------- |
| Чоловіки | 445     | 98                 | 306              | 41                   |
| Жінки    | 432     | 104                | 239              | 89                   |
| Разом    | 877     | 202                | 545              | 130                  |